# Théorie sémantique de la vérité
Une théorie sémantique de la vérité est une théorie de la vérité en philosophie du langage qui soutient que la vérité est une propriété des phrases.

## Origine
La conception sémantique de la vérité, qui est liée de différentes façons à la correspondance et aux conceptions déflationnistes, est due au travail publié par le logicien polonais Alfred Tarski dans les années 1930. Tarski, dans « On the Concept of Truth in Formalized Languages », a tenté de formuler une nouvelle théorie de la vérité afin de résoudre le paradoxe du menteur. Durant cette démarche, il fait plusieurs découvertes métamathématiques, notamment le théorème de Tarski, en utilisant la même méthode formelle de celle de Kurt Gödel utilisé dans ses théorèmes d'incomplétude. Grossièrement, cela indique qu'un prédicat de vérité satisfaisant la convention-T pour les phrases d'un langage donné ne peut pas être défini dans ce langage.

## Théorie de Tarski
Pour formuler des théories linguistiques sans paradoxe sémantique, comme le paradoxe du menteur, il est généralement nécessaire de distinguer le langage que l'on parle (le langage objet) du langage que l'on utilise pour discuter (le métalangage). Dans ce qui suit, le texte cité – placé entre guillemets – dénote l'utilisation du langage objet, tandis que le texte non-cité dénote l'utilisation du métalangage ; une phrase citée (comme « P ») est toujours le nom du métalangage pour une phrase, de telle sorte que ce nom est tout simplement la phrase P interprétée en langage objet. De cette façon, le métalangage peut être utilisé pour parler du langage objet ; Tarski a exigé que le langage objet soit contenu dans le métalangage.
La condition de suffisance matérielle de Tarski, également connue sous le nom convention I, estime que toute théorie de la vérité viable doit admettre, pour chaque phrase « P », une phrase de la forme suivante (connue sous le nom de « forme (T) ») :
(1) « P » est vrai si et seulement si P.
Par exemple,
(2) « la neige est blanche » est vrai si et seulement si la neige est blanche.
Il est important de noter que Tarski a initialement appliqué cette théorie uniquement aux langages formels. Il a alors donné un certain nombre de raisons de ne pas étendre sa théorie aux langages naturels. Mais l'approche de Tarski a été étendue par Davidson dans une approche des théories du sens pour les langages naturels, qui consiste à traiter la « vérité » comme un primitif, plutôt que comme un concept défini.
Tarski a développé la théorie afin de donner une définition inductive de la vérité comme suit.
Pour un langage L contenant ¬ (« non »), ∧ (« et »), ∨ (« ou »), ∀ (« pour tout »), et ∃ (« il existe »), la définition inductive de Tarski de la vérité ressemble à ceci:
- (1) « A » est vrai si, et seulement si, A.
- (2) « ¬A » est vrai si, et seulement si, « A » n'est pas vrai.
- (3) « A∧B » est vrai si, et seulement si, A et B.
- (4) « A∨B » est vrai si, et seulement si, A ou B ou (A et B).
- (5) « ∀x(Fx) » est vrai si, et seulement si, chaque objet x qui satisfait la fonction propositionnelle F.
- (6) « ∃x(Fx) » est vrai si, et seulement si, il existe un objet x qui satisfait la fonction propositionnelle F.

Ceux-ci expliquent comment les conditions de vérité des propositions complexes (construites à partir de connecteurs et de quantificateurs) peuvent être réduits à des conditions de vérité de leurs constituants. Les constituants les plus simples sont des propositions atomiques. Une définition sémantique contemporaine de la vérité consisterait à définir la vérité pour les propositions atomiques comme suit :
- Une proposition atomique F(x1,...,xn) est vraie (par rapport à l'attribution de valeurs aux variables x1, ..., xn)) si les valeurs correspondantes des variables confirment la relation exprimée par le prédicat F.

Tarski définit lui-même la vérité des propositions atomiques en n'utilisant aucun terme technique sémantique, comme le « exprimée par » ci-dessus. En effet, il voulait définir ces termes sémantiques en termes de vérité. La conception sémantique de Tarski de la vérité joue un rôle important en logique moderne et dans beaucoup de philosophies du langage contemporaines.